# Aleuroclava manii
Aleuroclava manii là một loài côn trùng cánh nửa trong họ Aleyrodidae, phân họ Aleyrodinae.
Aleuroclava manii được David miêu tả khoa học đầu tiên năm 1978.